# Marie Margarete Behrens
Marie Margarete Behrens (* 16. August 1883 in Rostock; † 1958 in Schwerin) war eine deutsche Illustratorin und Bilderbuch-Autorin.

## Leben
Marie Margarete Behrens wurde in Rostock geboren, wo sie bis 1921 wohnte. Sie war Schülerin von Arthur Lewin-Funcke an der Kunstgewerbeschule in Berlin.
Ihre Scherenschnitte wurden zuerst in Kinder- und Jugendzeitschriften wie Jugendlust oder Auerbachs Deutscher Kinder-Kalender veröffentlicht. Ab 1914 erschienen ihre ersten selbständigen Bilderbücher. Für farbige Illustrationen unterlegte sie die schwarzen Schnitte mit farbigen Papieren.
Für den Verlag von Johannes Herrmann in Zwickau illustrierte sie Bücher mit Versen und Fabeln von Wilhelm Hey (1789–1854).
Später siedelte sie nach Berlin und Schwerin um, wo sie auch zuletzt lebte und verstarb.

## Publikationen

### Als Autorin
- Kinderlust. Ein Bilderbuch zum Selbstanfertigen. Verlag Bley & Holtschmidt, Mainz 1914.
- Für die kleine Welt. Verlag Jakob Ferdinand Schreiber, Esslingen 1914.
- Im Kinderhimmel. Verlag Friedrich Andreas Perthes, Gotha 1916.
- Goldflügelein. Verlag Friedrich Andreas Perthes, Gotha 1916.
- Vom Morgen zum Abend: Aus lieber Kinder Tageslauf. Verlag Friedrich Andreas Perthes, Gotha 1919.
- Unser Kind: Aufzeichnungen aus den ersten Lebensjahren. Verlag Behrend & Boldt, Rostock 1921.
- Komm mit! Verlag Jakob Ferdinand Schreiber, Eßlingen 1923.
- Das Kinderfest. mit Versen von Elisabeth Morgenstern, Verlag Jakob Ferdinand Schreiber, Eßlingen 1924.
- Für Spaß und Spiel bring ich hier viel! W. Düms Kunstanstalt, Wesel 1925.
- Till Eulenspiegel - lustige Streiche. Mit Bildern von Paula Jordan, Verlag Emil Pinkau, Leipzig 1939.
- Die bunte Märchentruhe. Verlag Buch-Union, Apolda, 1948.

### Als Illustratorin
- Wilhelm Hey: 30 Fabeln für Kinder. Verlag Johannes Herrmann, Zwickau 1924.
- Wilhelm Hey: 40 Fabeln für Kinder. Verlag Johannes Herrmann, Zwickau 1925.
- Wilhelm Hey: Des Kindes Freud' für lange Zeit. Verlag Johannes Herrmann, Zwickau 1926.
- Wilhelm Hey: Schlag' auf! Schau' an! Freu dich daran! Verlag Johannes Herrmann, Zwickau 1926.
- Wilhelm Hey: Wenn doch jemand käme und mich mitnähme! Verlag Johannes Herrmann, Zwickau 1926.
- Wilhelm Hey: Schatzkästlein der Kinderstube.. Verlag Johannes Herrmann, Zwickau 1927.
- Wilhelm Hey: Weißt du, wieviel Sternlein stehen? Verlag Johannes Herrmann, Zwickau 1927.
- Wilhelm Hey: Alle Jahre wieder! Verse aus: Weißt du, wieviel Sternlein stehen? Verlag Johannes Herrmann, Zwickau 1927.
- Wilhelm Hey: Allerlei Gaben. Verse aus: Weißt du, wieviel Sternlein stehen? Verlag Johannes Herrmann, Zwickau 1930.
- Wilhelm Hey: Mütterchen warum? Verse aus: Weißt du, wieviel Sternlein stehen? Verlag Johannes Herrmann, Zwickau 1930.